# Athens Open 1986
L'Athens Open 1986 è stato un torneo di tennis giocato sulla terra rossa. È stata la 1ª edizione del torneo, che fa parte del Nabisco Grand Prix 1986. Si è giocato ad Atene in Grecia dal 16 al 23 giugno 1986.

## Campioni

### Singolare maschile
Henrik Sundström ha battuto in finale  Francisco Maciel con il punteggio di 6–0, 7–5

### Doppio maschile
Libor Pimek /  Blaine Willenborg hanno battuto in finale  Carlos Di Laura /  Claudio Panatta con il punteggio di 5–7, 6–4, 6–2